# Lenger
Lenger (ryska: Ленгер, kazakiska: Lengir) är en ort i Kazakstan.   Den ligger i oblystet Sydkazakstan, i den södra delen av landet, 1 000 km söder om huvudstaden Astana. Lenger ligger 768 meter över havet och antalet invånare är 21 238.
Terrängen runt Lenger är platt västerut, men österut är den kuperad. Runt Lenger är det ganska glesbefolkat, med 23 invånare per kvadratkilometer. Det finns inga andra samhällen i närheten. Trakten runt Lenger består i huvudsak av gräsmarker.